# Josef Kindel

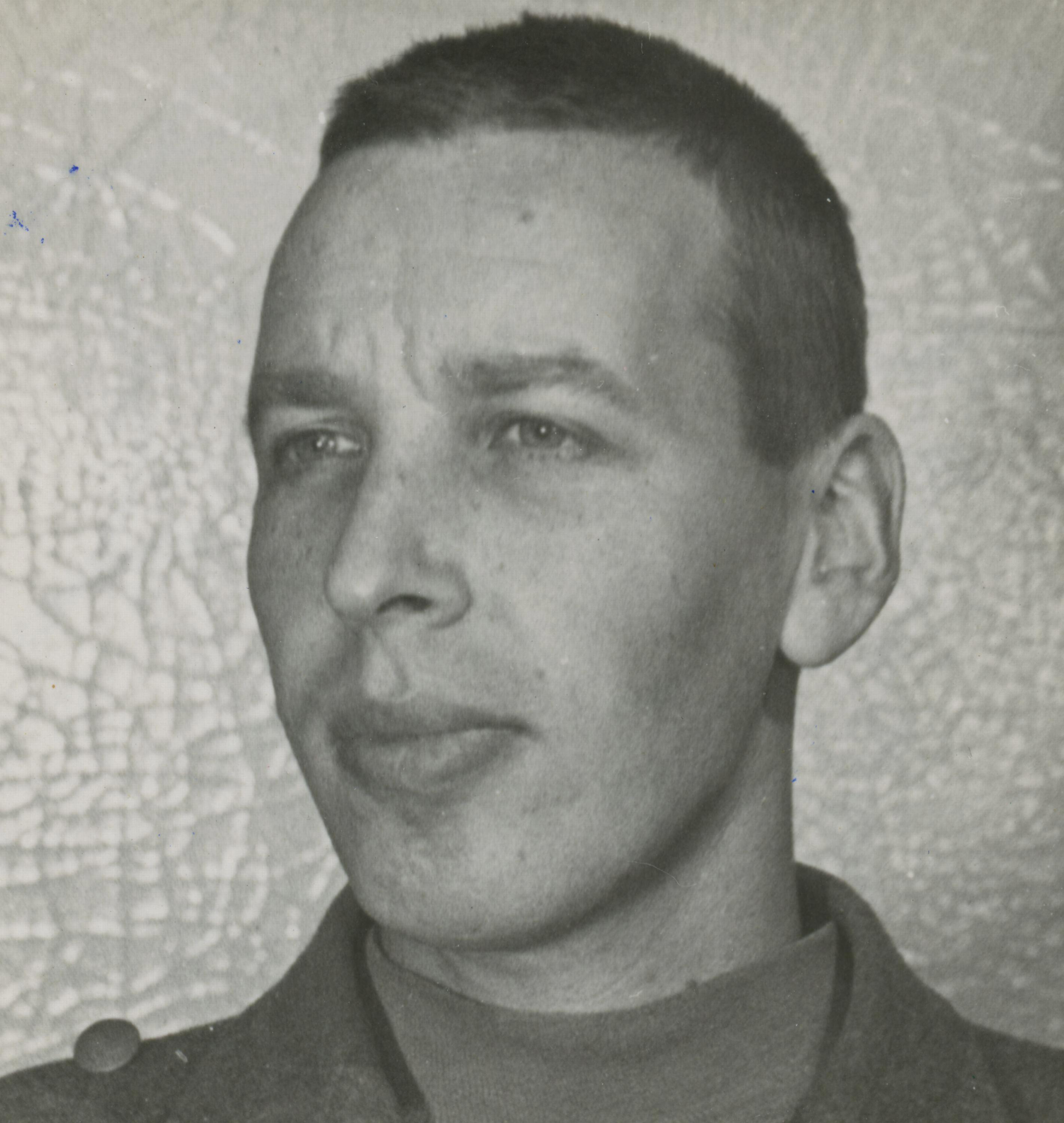
Josef Kindel (1945)

Josef (Jozef) Kindel (* 23. Oktober 1912 in Köln-Lindenthal; † 5. August 1948 in Almelo) war ein Angehöriger des deutschen SD während der Besatzung der Niederlande.

## Biographie
Josef Kindel war ursprünglich Klempner von Beruf. Es ist nicht bekannt, wann er Angehöriger des SD wurde. Zuletzt hatte er den Rang eines SS-Unterscharführers. Zur Zeit der deutschen Besatzung der Niederlande war er zunächst bei der Grenzpolizei in Delfzijl tätig, bis er 1943 in die Groninger Gestapo-Zentrale im Scholtenhuis versetzt wurde. Kurze Zeit später erfuhr er, dass seine Frau und seine Kinder bei einem Bombenangriff der Alliierten getötet worden waren; anschließend soll er sich stark verändert haben.
Kindel wurde Assistent von SD-Abteilungsleiter Robert Lehnhoff und war an Folterungen von Gefangenen beteiligt sowie an einer großen Zahl von Ermordungen von Widerständlern und Geiseln, oftmals gemeinsam mit Helmut Schäper, mit dem er das Büro teilte. Er war 1944 und 1945 an Exekutionen von Widerständlern in Makkum, Anloo und Norg beteiligt. Bei Verhören im Scholtenhuis pflegte Kindel seinen deutschen Schäferhund Astrid auf die Gefangenen zu hetzen, der diese dann biss. Auch soll er weibliche Häftlinge vergewaltigt haben.
Nach dem Ende des Zweiten Weltkriegs sollte Kindel wegen seiner Taten in Groningen vor Gericht gestellt werden. Bevor es dazu kam, erlitt er in der Haft eine Hirnblutung und lag im Krankenhaus, bis er 1948 im Alter von 35 Jahren starb. Gerüchten zufolge soll er von seinen Bewachern mit auf dem Rücken gefesselten Händen eine Treppe hinuntergestoßen worden sein.
Kindel wurde zunächst auf dem Katholischen Friedhof von Almelo bestattet und später in die Deutsche Kriegsgräberstätte Ysselsteyn umgebettet.

## Rezeption
1953 schrieb der niederländische Journalist Willem Nagel unter dem Pseudonym J.B. Charles eine Reihe von Essays unter dem Titel Volg het spoor terug. Einer der Artikel befasste sich mit Josef Kindel und beginnt mit dem Satz „Vandaag hoor ik dat Joseph K. zich in zijn cel heeft opgehangen“ („Heute höre ich, dass sich Joseph K. in seiner Zelle aufgehängt hat“), eine Bezugnahme auf Kafkas Der Process. Bei Kafka handelt es sich um einen unklaren Prozess, bei Charles um einen Prozess, der nie stattgefunden hat, „aber hätte stattfinden sollen“, so Charles. Das Buch wurde 1954 mit dem Prosapreis der Stadt Amsterdam ausgezeichnet.